# Ulrich Beck
Ulrich Beck (Pomerânia, 15 de maio de 1944 – Munique, 1 de janeiro de 2015) foi um sociólogo alemão. Sua produção literária mais proeminente, a obra Sociedade de Risco ultrapassou divisões disciplinares da sociologia, minando para os campos do ambientalismo e sustentabilidade, direito, ciências da saúde, agricultura, política e filosofia da ciência. Os pontos de referência para a produção teórica de Beck foram cada vez mais as manifestações e consequências de problemas transfronteiriços ambientais e sociais decorrentes da globalização. A produção moderna de riscos, a incontrolabilidade cientifico-tecnológica, a sociologia do conhecimento, bem como o papel da ignorância, e o cosmopolitismo são algumas das questões discutidas, dentre muitas outras. Alguns dos principais eixos da rica produção teórica de Beck tratam da "destradicionalização das formas de vida industriais", da "despadronização do trabalho assalariado" e da "individualização das situações de vida e padrões biográficos", isto é, da dissolução de marcos da sociedade industrial tradicional, das novas questões do universo do trabalho (por exemplo, o empreendedorismo e a terceirização) e da teoria social contemporânea. Beck se considerava um "acadêmico radical" e criticou ativamente as teorias sociológicas que persistiam nas terminologias e marcos do Estado-nação. Em lugar disso, propunha uma investigação social na perspectiva do cosmopolitismo, valorizando a interconectividade do mundo moderno.
Beck foi professor de sociologia na Universidade de Munique, na London School of Economics e na Fondation Maison des Sciences de l'Homme (FMSH), em Paris. A pesquisa e produção teórica de Beck esteve envolvida em muitos compromissos políticos ativos. Em 2012, o Conselho Europeu de Pesquisa aprovou um projeto de cinco anos intitulado "Cosmopolitismo metodológico no exemplo das mudanças climáticas". Ainda em 2012, Beck redigiu um manifesto chamado "Somos a Europa!" em resposta à crise financeira de 2007 e à crise da dívida na zona do euro, com o propósito de fundar a Europa "de baixo" através da cooperação ativa de seus cidadãos.
Beck tornou-se conhecido muito além das fronteiras do assunto com seu livro "Risk Society" (sociedade do risco), que foi publicado em 1986 e foi traduzido para 35 idiomas. Rumo a uma nova modernidade. Nele, ele descreveu, entre outras coisas, a “destradicionalização da sociedade industrial”, a “despadronização do emprego remunerado” e a individualização das situações de vida e dos padrões biográficos. Beck criticou abordagens sociológicas que persistiram em aspectos e terminologia do estado-nação. Ele viu os avanços técnicos e econômicos na sociedade industrial - por exemplo, no exemplo do uso da energia nuclear - sobrepostos e questionados por efeitos colaterais não planejados de proporções supranacionais e às vezes globais. As formas e consequências dos problemas ambientais transfronteiriços e da globalização foram cada vez mais os pontos de referência para suas teorias.

## Vida
Beck nasceu em 1944 na cidade de Stolp, Pomerânia, território alemão que hoje é denominado Słupsk, na Polônia. Cresceu na cidade de Hanôver. Iniciou sua formação superior com foco em direito na Universidade de Freiburg. Em 1966 recebeu uma bolsa de estudos e estudou sociologia, psicologia, filosofia e ciências políticas na Universidade de Munique. Lá obteve seu doutorado, em 1972, especializando-se em sociologia.
Ulrich Beck foi casado com a socióloga Elisabeth Beck-Gernsheim, pesquisadora com foco em sociologia da família. Juntos escreveram três livros: The normal chaos of love (1990), Individualization (2002) e Distant Love (2014), tratando dos temas da individualização e/ou da cosmopolitanização da família.
Beck foi professor de sociologia de 1979 a 1981 na Universidade de Münster, e de 1981 a 1992 na Universidade de Bamberg. Trabalhou por muitos anos na administração e direção da Associação Sociológica Alemã. De 1995 a 1997 foi membro da Kommission für Zukunftsfragen der Freistaaten Bayern und Sachsen (Comissão para as Questões do Futuro).
De 1999 a 2009, foi o porta-voz de um programa de pesquisa colaborativo sobre modernização reflexiva da Fundação Alemã de Pesquisa (DFG). Tratava-se de um consórcio interdisciplinar de quatro universidades de Munique, financiado e acompanhado pela Fundação Alemã de Pesquisa. Nele, a teoria de Beck sobre a modernização reflexiva, com base em um amplo espectro de tópicos de pesquisa, foi empiricamente testada. A teoria da modernização reflexiva tem como base a ideia de que a era industrial moderna e sua ampliação produzem efeitos colaterais por todo o mundo, questionando, modificando e abrindo as coordenadas, fundamentos e bases institucionais dos Estados-nação moderno para a ação política.
Beck faleceu em 1 de janeiro de 2015, aos 70 anos, em decorrência de um infarto cardíaco. Está enterrado no cemitério norte de Munique.

## Trabalho
O trabalho de Ulrich Beck esteve concentrado nas seguintes temáticas: globalização, individualização, modernização, problemas ambientais, sociedade de risco, transformações no mundo do trabalho e desigualdades sociais. Após a publicação da obra Sociedade de Risco, de 1986, Beck publicou um grande número de artigos sobre a questão que determinaria sua pesquisa nos próximos 25 anos: como abrir o pensamento e a atuação social e política diante de mudanças globais radicais (degradação ambiental, crise financeira, aquecimento global, crise da democracia e das instituições nacionais) em uma modernidade historicamente entrelaçada?
As pesquisas, publicações e iniciativas políticas de Beck focaram principalmente em relações sociológicas transnacionais e globais. Ele prestou atenção especial às oportunidades e problemas da integração europeia, às tendências e desafios da globalização e às perspectivas de uma política doméstica global. No final de sua carreira, esteve engajado no estudo das mudanças das condições de trabalho no contexto da difusão e aprofundamento do capitalismo global.
Seus escritos comumente tomaram a forma de um grande ensaio. Neles Beck conseguiu desenvolver de forma concisa temas abrangentes como o questionamento sobre os princípios do desenvolvimento social moderno.
Beck possuiu uma posição crítica, se contrapondo às correntes do pós-modernismo. Em concordância com outros autores, tais como Anthony Giddens, defendeu uma sociologia reflexiva que não abandonasse uma análise crítica mediante os problemas da sociedade contemporânea. Afirmou que os problemas da sociedade atual não são os mesmos que os descritos pela sociologia de momentos históricos anteriores.

## Pensamento
O pensamento de Beck se centrou na caracterização de um novo tipo de sociedade submetida à fortes riscos e processos de individualização. São elementos centrais de identificação desta sociedade as catástrofes ambientais, as crises financeiras, o terrorismo e as guerras preventivas.
Beck distinguiu dois processos de modernização na história recente das sociedades. A primeira modernização é identificada como aliada ao processo de industrialização e construção da sociedade de massas. Nesta era industrial o centro da estrutura cultural e social era a família. Já a segunda modernização ou modernização reflexiva, própria da sociedade atual, tende à globalização e está em constante desenvolvimento tecnológico, rompendo com a centralidade do núcleo familiar e dando lugar à individualização. No bojo deste processo aumenta a incerteza do indivíduo e instaura-se a sociedade do risco. Estas mudanças afetam não só o plano pessoal como o plano das instituições, a partir de novas políticas de governo muitas vezes aliadas à concepção econômica neoliberal.
Quanto a seu pensamento no campo político, Beck explicitou que não é necessário construir novas normas, mas sim readaptar as antigas à nova realidade social, política e econômica. Defendeu a necessidade de diminuir a força e o peso do mercado na vida das pessoas e ampliar o círculo social e cultural do indivíduo, com o objetivo de alcançar um maior equilíbrio e diminuir a incerteza. Beck defendeu uma economia política popular que seja capaz de estabelecer novas prioridades.
Para Beck, o pleno emprego não seria mais alcançável devido à crescente da automatização das atividades produtivas, as soluções nacionalistas são irrealistas, e a medicina neoliberal é um remédio sem eficácia diante da grandeza dos problemas gerados pelo programa desenvolvimentista. Diante disso o estado deveria garantir uma renda básica e mais empregos na sociedade civil. Diversos problemas da sociedade atual poderiam ser solucionados se a União Europeia, ou no melhor dos casos as diversas uniões transnacionais, conseguissem fazer valer os projetos de universalização dos padrões econômicos e sociais.
Beck considerou fundamental que os Estados nacionais fizessem um esforço de mudança no sentido de maiores cooperação e coesão entre os Estados, sem deixar de lado o reconhecimento da diversidade e das individualidades. Só a partir da construção de um estado transnacional seria possível controlar as empresas transnacionais. A construção e o acabamento de novas leis e instâncias jurídicas internacionais possibilita também de mediação amigável de conflitos transnacionais (que Beck chamou de pacifismo jurídico).

### Sociedade do Risco
Com sua sensacional e difundida publicação na obra Sociedade do Risco, Ulrich Beck encontrou um ponto intelectual para uma formação teórica produtiva e que ainda é atual. Um "livro brilhante" é a "sociedade de risco", como escrito por Eva Illouz, "porque não acusou nem defendeu o capitalismo, mas avaliou suas consequências e examinou como reestruturou as instituições - como as forçou à destruição que elas mesmas haviam causado a uma visão, enfrentá-los e mapeá-los em uma nova contabilidade de custos que incluísse os riscos associados à exploração dos recursos naturais e às inovações técnicas. ” 
Muitas críticas geraram a afirmação de Beck na “sociedade de risco” de que as classes sociais perdem importância com a produção social de riscos - “a necessidade é hierárquica, a poluição é democrática”.  Por outro lado, afirmou que as desigualdades de classe nas sociedades contemporâneas são contínuas, e muitas vezes até mesmo, em constante crescimento, sobretudo, em relevância. A relativização da categoria de classe para o mundo globalizado no início do século XXI pode, no entanto, significar exatamente o contrário: de um lado, a diminuição, de outro, o aumento, até a radicalização, das desigualdades sociais. Beck tem o segundo ponto de vista ao discutir que o conceito de classe fornece “uma descrição idílica” (“uma categoria muito suave”) para as desigualdades radicalizadas no início do século XXI. " Zygmunt Bauman apontou", disse Beck em uma entrevista a Johannes Willms , "o que distingue essa nova e monstruosa pobreza da velha pobreza: essas pessoas simplesmente não são mais necessárias. O discurso de Marx sobre o proletariado ou sobreo lumpenproletariado ainda pressupõe o seu aproveitamento atual ou potencial no processo de trabalho. Onde a civilização se transforma em seu oposto, em lixões habitados, onde até o termo " exploração " é um eufemismo. Nem dentro nem entre as sociedades estatais nacionais o conceito de classe reflete a complexidade das condições de vida radicalmente desiguais. Em vez disso, ele finge ser uma falsa simplicidade."
Em outro ponto, foi criticada a compreensão supostamente indiferenciada e catastrófica de risco de Beck, que fundamentaria sua crítica da categoria de classe, a qual não teria o devido substrato na realidade. Por outro lado, propõe-se incorporar a distribuição social dos riscos nas categorias de classe para desenvolver uma nova teoria crítica das classes na sociedade de risco: Existe uma relação desastrosa entre pobreza, vulnerabilidade social e acumulação de risco.

### A sociedade do risco ilimitada
No ano de publicação do estudo "Risk Society" (sociedade do risco) de Ulrich Beck . A caminho de uma modernidade diferente , o desastre nuclear de Chernobyl ocorreu em 26 de abril , ao qual Beck se referiu logo no início: "Muito do que ainda se argumentava por escrito - a imperceptibilidade dos perigos, sua dependência do conhecimento, sua supranacionalidade, a "expropriação ecológica", a transição da normalidade ao absurdo, etc. - parece uma descrição plana do presente depois de Chernobyl. "No final do século XX a natureza, que foi trazida para o sistema industrial no decorrer da transformação técnico-industrial e da comercialização mundial, passou a ser usada e contaminada. “Você é levado para passageiros clandestinos com consumo normal. Eles viajam com o vento e com a água, presos em tudo e em todos e com as coisas mais essenciais - ar respirar, comida, roupas, artigos de decoração - passam por todas as zonas de proteção estritamente controladas da modernidade. "Este é o fim da a clássica sociedade industrial, tal como surgiu no século XIX, bem como as ideias convencionais de, entre outras coisas, soberania nacional, progresso automático, classes ou princípio de desempenho.
Uma característica marcante da sociedade de risco em comparação com as incertezas, ameaças e catástrofes de épocas anteriores - que foram atribuídas às forças da natureza, deuses ou demônios - é a condição de perigos ecológicos, químicos ou genéticos devido a decisões tomadas por humanos: “Durante o terramoto de Lisboa em 1755 o Mundo gemeu. Mas os iluministas não citaram, como depois do desastre do reator nuclear em Chernobyl, industriais, engenheiros e políticos, mas Deus antes do julgamento humano. " Beck afirma que os tecnólogos hoje em dia têm luz verde para virar o mundo de cabeça para baixo, até mesmo para impulsionar "mudanças constitucionais na vida" que encontraram seu caminho na genética humana sem legitimidade. “Você apenas se pergunta, em algum momento depois, que a família, como os dinossauros e o falcoeiro, não existe mais.” O “ admirável mundo novo ” poderia se tornar uma realidade “se e porque o horizonte cultural em que ainda estava quebrado fosse quebrado e desnudado distância aparece como um 'admirável mundo novo' e está aberto a críticas. "
Beck diferencia claramente entre risco e desastre . Conseqüentemente, o risco inclui a antecipação de desastres futuros no presente. Isso resulta no objetivo e nas possibilidades de prevenção de desastres, por exemplo, com a ajuda de cálculos de probabilidade , regulamentos de seguro e prevenção . Muito antes da eclosão da crise financeira global em 2008, Beck previu: Os novos riscos que geram a antecipação global de catástrofes globais estão abalando as bases institucionais e políticas das sociedades modernas (veja, mais recentemente, a controvérsia global sobre os riscos da energia nuclear após o desastre do reator de Fukushima). O novo tipo de risco global é caracterizado por quatro características: delimitação, incontrolabilidade, não compensabilidade e (mais ou menos não reconhecida) ignorância .  Mas porque os riscos globais são parcialmente baseados na ignorância, as linhas de conflito na sociedade de risco mundial são culturalmente determinadas. De acordo com Beck, estamos lidando com um choque de culturas de risco.
A “Sociedade de Risco” de Ulrich Beck foi reconhecida como uma das 20 obras sociológicas mais importantes do século pela International Sociological Association (ISA).

### Modernidade Reflexiva
A teoria da modernidade reflexiva elabora a ideia básica de que o avanço triunfante da modernidade industrial em todo o mundo produz efeitos colaterais que questionam os fundamentos institucionais e as coordenadas da modernidade do estado-nação, aptos mudar a abrir essa sociedade para a ação política. Para Beck, trata-se essencialmente do auto-confronto das consequências da modernização com os fundamentos da modernização:
“As constelações da sociedade de risco são criadas porque os pensamentos e ações das pessoas e instituições são dominados pela autoevidente da sociedade industrial (o consenso sobre o progresso, a abstração das consequências e perigos ecológicos, o otimismo de controle). A sociedade de risco não é uma opção que poderia ser escolhida ou rejeitada no curso das disputas políticas. Ela surge no curso de processos de modernização autônomos, cegos e livres de perigos. Em suma e latência, eles criam riscos próprios que questionam, cancelam e mudam os fundamentos da sociedade industrial.".
Segundo Beck, a modernização reflexiva anda de mãos dadas com formas de individualização da desigualdade social. Os pré-requisitos culturais das classes sociais estão diminuindo, resultando em um agravamento da desigualdade social, "que não mais ocorre em locais importantes que podem ser identificados ao longo da vida, mas é (ao longo da vida), espacial e socialmente fragmentada."  Wolfgang Bonß e Christoph Lau vê a modernização reflexiva como um processo de mudança fundamental no qual as velhas condições e abordagens para soluções continuam a existir ao lado de outras novas. Várias novas formas foram adicionadas à antiga forma da família nuclear; ao lado da forma clássica do fordista de Empresa se estabeleceram as novas formas de organização em rede; Novas formas de trabalho mais flexíveis seriam adicionadas à clássica “relação de trabalho normal”; e, além das formas convencionais de pesquisa básica disciplinar, haveria agora várias formas de pesquisa transdisciplinar. "É precisamente essa simultaneidade do antigo e do novo que torna tão difícil diagnosticar a mudança com clareza ou mesmo descrevê-la como uma ruptura clara."

A teoria da modernização reflexiva de Beck visa a interações e relacionamentos abrangentes, também em termos da teoria da ciência. É o que diz na sociedade de risco :
“Racionalidade e irracionalidade nunca são apenas uma questão de presente e passado, mas também de um futuro possível . Podemos aprender com nossos erros - isso também significa: uma ciência diferente é sempre possível. Não apenas uma teoria diferente, mas uma epistemologia diferente , uma relação diferente entre a teoria e a prática dessa relação. "
Além da sociologia, Beck defendeu não se ater a abordagens e teorias de pesquisa convencionais. Nos estudos históricos, por exemplo, ele reclamava da falta de preocupação com “um exame teoricamente abrangente das questões básicas da historiografia” e defendia a pesquisa da mudança histórica à luz de aspectos teóricos sociológicos adequados. A razão para isso deu-lhe a investigação dos efeitos colaterais de Benjamin Steiner na história. Uma sociologia histórica da modernização reflexiva , para a qual Beck escreveu o prefácio.  próprio Steiner, após discutir os efeitos colaterais históricos de quatro assuntos, desde a democracia ática até a crise do historicismo, chegando à conclusão: “O papel que os efeitos colaterais não intencionais desempenham na história também deve ser mais amplamente reconhecido, pelo motivo de que nosso tempo, mais do que nunca, precisa de uma compreensão das estruturas mais profundas nas quais os eventos históricos se baseiam.” 

## Atividades recentes
Suas atividades de pesquisa mais recentes incluíram estudos empíricos de longa duração das implicações sociológicas e políticas da modernização reflexiva, que exploraram as complexidades e incertezas do processo de transformação da primeira para a segunda modernidade. Mais especificamente seu trabalho estava voltado para uma nova teoria social embasada no conceito de cosmopolitanismo.

## Posicionamento político
Beck exprimiu numerosas vezes posições em favor da construção de um estado supranacional e de um parlamento mundial. Seguindo a lógica destas posições, Beck se colocou através da imprensa a favor da aprovação da Constituição Europeia submetida ao voto popular na França em 2005. Ele considerou deplorável a leviandade do “não” de numerosos europeus e exigiu que houvesse uma segunda votação que admitisse uma reformulação no texto mas que provocasse uma união maior entre as nações no que diz respeito ao voto: desta vez seria necessário que a votação ocorresse em todos os estados membros ao mesmo tempo.

## Para uma sociologia compatível
Armin Nassehi fala de um potencial impressionante de estimulação no trabalho de Ulrich Beck com vista à conectividade dos termos e problemas desenvolvidos por Beck com a política. Ele mostra uma "habilidade insuperável de fornecer as experiências de um público confrontado com a diversidade de suas impressões sensoriais com categorias" a fim de torná-las nominais.  No mais tardar desde a sociedade de risco, os textos de Beck atingiram um ponto central tanto na reflexão da mídia de massa quanto na inteligência das ciências sociais.
Como Jürgen Habermas, Beck conta com uma renovação da tradição da teoria crítica com a intenção de usar o “gesto de abnegação total, o da dialética do Iluminismo e da dialética negativa"”, a ser revisado e convertido em uma forma que seja adequada tanto para o discurso político-prático quanto para o discurso científico-teórico. Ambos dizem respeito a um público intelectual público que consegueguem combinar "a semântica de ligações entre comunicação política com a atribuição do observador científico ao ego". A forma de transmitir as duas obras, no entanto, é muito diferente. Enquanto Habermas está trabalhando na tradição e contando com um público burguês instruído e instruído, para Beck a república permanece em vez da república erudita - com padrões de associação e orientação claramente diferentes. “Habermas confia no mundo, mas não em si mesmo e, portanto, é forçado a usar uma forma de crítica que, desde Kant, tem sido principalmente uma crítica aos pressupostos das próprias frases. Beck, por outro lado, não confia no mundo porque estaria desarticulado. Em vez disso, confia ainda mais em suas próprias frases e em suas próprias críticas e pode prescindir da crítica estrita de sua própria condição de possibilidade e, portanto, do trabalho estrito do termo. "
Gerhard Schulze presta homenagem ao trabalho de Ulrich Beck contra o pano de fundo da importância precária que a pesquisa sociológica atual geralmente ainda confere: “A sociologia, quase uma disciplina importante nas décadas de 1960 e de 1970, só olha de pé no início do século XXI, século da competição pública por atenção, murmurando comentários aos quais ninguém presta atenção, enquanto políticos, cientistas, chefes corporativos e jornalistas alegremente sociologizam na frente do palco, meramente equipados com bom senso, perspicácia e despreocupação.
No que diz respeito aos conceitos e contextos representacionais privilegiados por Beck, Schulze trata de uma apropriação da cultura, que é necessária análoga à apropriação da natureza, no sentido de dupla reflexividade . Enquanto a reflexividade simples é pensar sobre como fazer algo melhor, minha reflexividade dupla é pensar sobre esse pensamento.  Para a continuação da modernidade, de acordo com Schulze, é importante estender aquele padrão de pensamento e ação de dupla reflexividade, "que agora se tornou parte de nossa carne e sangue ao lidar com a natureza e os artefatos (conceito sociolológico)", para incluir o assunto da cultura.
No que diz respeito à recepção de livros como Sociedade do Risco , o ponto principal está em uma “diferença fundamental a priori” entre o autor e a determinada pela abordagem científica, pelos leitores: “Teríamos que começar com Adão e Eva, com perguntas preliminares, e em primeiro lugar com a diferença entre os essencialistas e a teoria construtivista de significado para nunca atingir o nível, não apenas no consentimento mútuo e ilusão e na compreensão baseada na crítica.

## Conceitos
- Sociedade do risco
- Reflexividade
- Modernização reflexiva
- Segunda modernidade ou modernidade reflexiva
- Individualização
- Individualismo institucionalizado
- Destradicionalização
- Globalismo
- Globalidade
- Estado cooperativo
- Soberania inclusiva
- Subpolítica
- Cosmopolitismo metodológico
- Cosmopolitização reflexiva

## Obras
Beck foi editor do jornal de sociologia Soziale Welt, sendo autor de mais de 150 artigos e coautor de outros.
Editou e publicou vários livros, entre eles:
- (1974) BECK, U. Objectivity and normativity. The theory-practice debate in modern German and American sociology. (sem tradução para o português)

- (1980) BECK, U, BRATER, M, HANSJÜRGEN, H. Sociology of work and professions. Basics, problem areas and research results. (sem tradução para o português)

- (1986) BECK, U. Sociedade de Risco: Rumo a uma Outra Modernidade. São Paulo: Editora 34, 2011.

- (1988) BECK, U. Antidotes. Organized irresponsibility. (sem tradução para o português)

- (1990) BECK, U, BECK-GERNSHEIM, E. O caos totalmente normal do amor. Petrópolis: Editora Vozes, 2017.

- (1991) BECK, U. Politics in the risk society. Essays and analyzes. (sem tradução para o português)

- (1993) BECK, U. The invention of the political. A theory of reflexive modernization. (sem tradução para o português)

- (1995) BECK, U, WILHELM, V, ZIEGLER, E.Z. Own life. Trips to the unknown society we live in. (sem tradução para o português)

- (1995) BECK, U. Ecological Politics in an Age of Risk. (sem tradução para o português)

- (1995) BECK, U. Ecological Enlightenment. (sem tradução para o português)

- (1996) BECK, U, GIDDENS, A, LASH, S. Modernização reflexiva. São Paulo: Editora Unesp, 1997.

- (1997) BECK, U. O que é globalização?, trad. André Carone, São Paulo: Paz e Terra, 1999.

- (1999) BECK, U. Brave new world of work. Vision: global civil society. (sem tradução para o português)

- (1999) BECK, U. World Risk Society (sem tradução para o português)

- (2000) BECK, U, WILLMS, J. Liberdade ou capitalismo. São Paulo: Editora Unesp, 2003.

- (2002) BECK, U, BECK-GERNSHEIM, E. Individualization: Institutionalized Individualism and its Social and Political Consequences. (sem tradução para o português)

- (2002) BECK, U. Power and counterpower in the global age. New world political economy. (sem tradução para o português)

- (2003) BECK, U, SZNAIDER, N, WINTER, R. Global America: The Cultural Consequences of Globalization (sem tradução para o português)

- (2004) BECK, U. The cosmopolitan outlook or: war is peace. (sem tradução para o português)

- (2004) BECK, U, GRANDE, E. Cosmopolitan Europe. Society and politics in the Second Modern Age. (sem tradução para o português)

- (2005) BECK, U. What to choose. (sem tradução para o português)

- (2007) BECK, U. Sociedade de Risco Mundial. Em busca da segurança perdida. Lisboa: Edições 70, 2018.

- (2008) BECK, U. O Deus de cada um. A capacidade das religiões de promover a paz e o seu potencial de violência. Rio de Janeiro: Tempo Brasileiro, 2016.

- (2008) BECK, U. The re-measurement of inequality among people: sociological education in the 21st century. (sem tradução para o português)

- (2010) BECK, U. News from world domestic politics. (sem tradução para o português)

- (2011) BECK, U, BECK-GERNSHEIM, E. Fernliebe (Distant Love). Life forms in the global age. (sem tradução para o português)

- (2012) BECK, U. A Europa alemã: De Maquiavel a “Merkievel”. Estratégias de poder na crise do euro. Lisboa: Edições 70, 2013.

- (2016, póstumo) BECK, U. A metamorfose do mundo: Novos conceitos para uma nova realidade. São Paulo: Zahar, 2018.